# Andrew of Wyntoun
Andrew Wyntoun noto come Andrew of Wyntoun (1350 circa – 1423 circa) è stato un presbitero e poeta scozzese, priore di Loch Leven e successivamente canonico a Saint Andrews.

## Biografia
Andrew Wyntoun è famoso per un poema in ottonari dal titolo Orygynale Cronykil of Scotland (che riporta le prime menzioni di Robin Hood). Wyntoun scrisse le Chronicle su richiesta del suo mecenate Sir John of Wemyss, il cui discendente, sig. Erskine Wemyss di Wemyss Castle, Fife, possiede il più antico manoscritto dell'opera. Il soggetto delle Chronicle è la storia della Scozia dagli albori all'avvento di re Giacomo I nel 1406.
Gli otto manoscritti originali delle Orygynale Cronykil of Scotland sono ancora esistenti e si trovano in varie biblioteche sparse nel Regno Unito. Tre si trovano presso la British Library, due si trovano nella Advocates' Library di Edimburgo; uno presso la biblioteca della University of St Andrews; un altro è custodito nel castello di Wemyss Castle e l'ottavo è in possesso di un privato cittadino, il sig. John Ferguson di Duns, Berwickshire. La prima edizione delle Chronicle venne pubblicata da David Macpherson nel 1795, mentre l'edizione attuale è stata pubblicata da F.J. Amours con il titolo The Original Chronicle of Andrew of Wyntoun: Printed on Parallel Pages from the Cottonian and Wemyss MSS., with the Variants of the Other Texts.